# أصناف الديمقراطية
الديمقراطيات الكاملة
الديمقراطيات المعيبة
النظام المختلط
النظام الاستبدادي

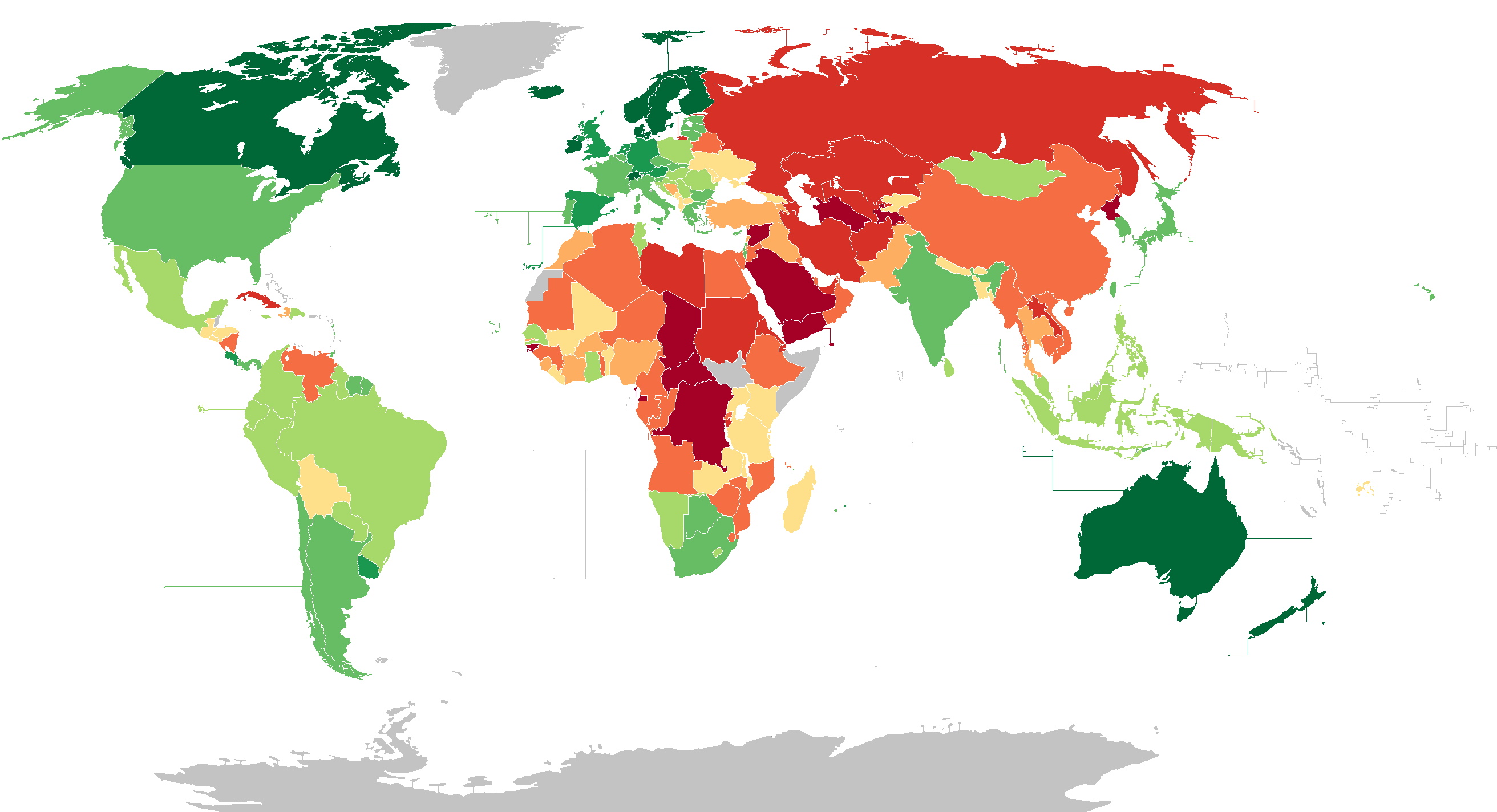
أنواع الديمقراطيات في العالم

الديمقراطيات الكاملة (بالإنجليزية: Full democracies) : هي دول تحترم فيها الحريات المدنية، والحريات السياسية الأساسية، بل تعززها أيضًا ثقافة سياسية، تفضي إلى ازدهار المبادئ الديمقراطية.
هذه الدول لديها نظام صحيح، من الضوابط، والتوازنات الحكومية، وقضاء مستقل يتم تنفيذ قراراته، والحكومات التي تعمل فيها بشكل كاف، متنوعة، ووسائل الإعلام مستقلة. هذه الدول لديها مشاكل محدودة فقط في الأداء الديمقراطي.
الديمقراطيات المعيبة (بالإنجليزية: Flawed democracies) : هي دول تكون فيها الانتخابات نزيهة، وحرة، ويتم احترام الحريات المدنية الأساسية .. ولكن قد تكون هناك قضايا (مثل انتهاك حرية الإعلام).
هذه الدول لها عيوب كبيرة في الجوانب الديمقراطية الأخرى، بما في ذلك الثقافة السياسية المتخلفة، وانخفاض مستويات المشاركة في السياسة، والقضايا في أداء الحكم.
النظام المختلط (بالإنجليزية: Hybrid regimes) : عبارة عن دول بها تزوير الانتخابات ، تمنعها من أن تكون ديمقراطية عادلة، وحرة.
عادة ما يكون لهذه الدول، حكومات تمارس ضغوطًا على المعارضين السياسيين، والقضاة غير المستقلين، والفساد منشر على نطاق واسع، وتمارس المضايقات، والضغط على وسائل الإعلام، وسيادة القانون مفقودة، والأخطاء الواضحة أكثر في الديمقراطيات المعيبة في مجالات الثقافة السياسية المتخلفة، والمستويات المنخفضة من المشاركة في السياسة، والقضايا في سير الحكم.
النظام الاستبدادي (بالإنجليزية: Authoritarian regime) : هي دول اختفت فيها التعددية السياسية، أو كانت محدودة للغاية.
غالبًا ما تكون هذه الدول ملكية، أو ديكتاتوريات مطلقة، وقد يكون لها بعض المؤسسات التقليدية للديمقراطية، ولكن مع أهمية ضئيلة، تعد انتهاكات الحريات المدنية انتهاكها شائعة، والانتخابات (إذا حدثت) ليست نزيهة، وحرة، فغالبًا ما تكون وسائل الإعلام مملوكة للدولة. أو يسيطر عليها مجموعات مرتبطة بالنظام الحاكم، والقضاء غير مستقل، وهناك رقابة منتشرة في كل مكان، وقمع للنقد الحكومي.

## مؤشر الديمقراطية وفقاً لنوع النظام
الجدول التالي يمثل عدد البلدان في كل صنف من أنظمة الحكم وفقاً لاستطلاعات عام 2010.
| نوع النظام           | عدد البلدان | نسبة البلدان | النسبة من سكان العالم |
| -------------------- | ----------- | ------------ | --------------------- |
| الديمقراطيات الكاملة | 25          | 15.0         | 11.3                  |
| الديمقراطيات المعيبة | 53          | 31.7         | 37.1                  |
| الأنظمة المختلطة     | 36          | 22.2         | 14.0                  |
| الأنظمة السلطوية     | 53          | 31.1         | 37.6                  |

مجموع سكان العالم يشير إلى مجموع السكان في ال 167 دولة التي تم تغطيتها في التقرير. وبما أن هذا الاستطلاع يشمل أغلب بلدان العالم إلا عدد قليل من البلدان فقط .. فهذا الرقم تقريباً يساوي تعداد سكان العالم بأسره الفعلي المقدر في عام 2010.

## أنواع الديمقراطيات
- ديمقراطية ليبرالية (بالإنجليزية: Liberal democracy): يتميز هذا الشكل من أشكال الحكم، بانتخابات نزيهة وحرة وتنافسية بين الأحزاب السياسية، والفصل بين السلطات، في مختلف فروع الحكومة، وسيادة القانون في الحياة اليومية، كجزء من مجتمع مفتوح، وضمان الحماية المتساوية لحقوق الإنسان والحريات المدنية والسياسية لجميع الأشخاص.
- ديمقراطية مباشرة (بالإنجليزية: Direct democracy): الديمقراطية المباشرة، أو الديمقراطية البحتة، هي شكل من أشكال الديمقراطية، يقرر فيها الناس مباشرة مبادرات السياسة. وهذا يختلف عن غالبية الديمقراطيات القائمة حاليًا، والتي تمثل ديمقراطيات تمثيلية. كانت نظرية ممارسة الديمقراطية المباشرة والمشاركة كخاصية مشتركة.. هي جوهر عمل العديد من المنظرين، والفلاسفة، والسياسيين، ومن أهمهم: جان جاك روسو، وجون ستيوارت، جورج كول.
- ديمقراطية أثينية (بالإنجليزية: Athenian democracy): هي أول ديمقراطية في العالم، وضعت حوالي القرن الخامس قبل الميلاد في دولة أثينا، هو نظام ديمقراطية مباشرة حيث يقوم المواطنون المخولون، على التصويت المباشر على التشريعات التنفيذية، والقوانين. ولكن لم تكن المشاركة مفتوحة أمام جميع سكان.. فمن يحق له التصويت هو: الرجل البالغ من المواطنيين الإثينيين، أي لا يحق للمقيمين الأجانب، أو العبد، أو المرأة، بالتصويت.
- ديمقراطية شعبية (بالإنجليزية: Popular democracy): تُطلق هذه التسمية على نظام الحكم، في الدول الخاضعة للنفوذ الشيوعي، وتعد الديمقراطيات الغربية هذا النظام، غير ديمقراطي، لأن اساليبه لا تتفق والمقاييس الأساسية التي تُقرها الديمقراطيات، فالتعبير عن ارادة الشعب يجري على اساس نظام معقد، مفروض من داخل أعلى قيادة حزبية، بحيث تقيد حرية الاختيار لدى المواطن، وحرية تأييده أو رفضه، لحزب دون آخر.
- ديمقراطية توافقية (بالإنجليزية: Consensus democracy): تتميز بتراجع أسلوب الصراع السياسي بين الأقلية، والأغلبية، وتعويضه بالتوافق والحكم الجماعي، والأخذ بأكبر عدد ممكن من الآراء، وإشراك الأقلية المنتخبة في الحكم، أو في السياسات الكبرى.
- ديمقراطية موجهة (بالإنجليزية: Guided democracy): يشير المصطلح  إلى الحكومات الديمقراطية، التي يرتفع فيها مستوى الأوتوقراطية. حيث تستمد الحكومات شرعيتها من الانتخابات الحرة والنزيهة، لكن هذه الانتخابات لا تحمل في الوقت نفسه، أي معنى جوهري فيما يتعلق بقدرتها على تغيير سياسات الدولة، أو دوافعها، أو أهدافها.
- ديمقراطية شمولية (بالإنجليزية: Totalitarian democracy): هي نظام الحكم، الذي يحافظ فيه النواب المنتخبون قانونيًا على وحدة الدولة القومية،  التي يتمتع مواطنوها بمشاركة ضئيلة أو معدومة في عملية صنع قرارات الحكومة، على الرغم من منحهم حق التصويت.
- ديمقراطية إجرائية (بالإنجليزية: Procedural democracy): هي الديمقراطية، التي يكون فيها للشعب أو المواطنين في الدولة، تأثير أقل مما عليه الحال في الديمقراطيات الليبرالية التقليدية.
- ديمقراطية طائفية (بالإنجليزية: Sectarian democracy): عبارة عن دول متعددة الأعراق، متعددة الفصائل، لا تسمح فيها الحكومة الديمقراطية التابعة للمجموعة العرقية ذات أكبر قدر من السلطة، للأقليات، بالمشاركة في العملية السياسية.
- ديمقراطية قاعدية (بالإنجليزية: Grassroots democracy): هو نزعة نحو تصميم العمليات السياسية نحو اتجاه حيث تتحول فيه سلطة صناعة القرار عملياً إلى أدنى مستوى جغرافي أو اجتماعي للمنظمة.